# Erchinoald
Erchinoald (ca. 580 - 658) was hofmeier tijdens koning Clovis II. In 641 volgde hij Aega op als hofmeier van Neustrië en in 642 Flaochad als hofmeier van Bourgondië. Hij stierf in 658 en werd opgevolgd door Ebroin. 

## Geschiedenis
Over de beginjaren van Erchinoald is weinig bekend. Alleen een relatie met Berthetrude, de moeder van de Merovingische koning Dagobert I, en dat hij over rijke landerijen beschikte ten oosten van de Seine worden beschouwd als zeker. In 641 benoemt Nanthild, weduwe van Dagobert, hem als opvolger van Aega in het ambt van hofmeier van Neustrië. In deze functie leidde hij het rijk grotendeels voor Clovis II en zijn vrouw Bathildis, die vóór haar huwelijk met Clovis als slavin aan het hof van Erchinoald had geleefd. In 642 sloot hij een alliantie met de Bourgondische hofmeier Flaochad waarin ze elkaar in het ambt bevestigden. Na de dood van Flaochad werd hij diens opvolger in Bourgondië. Nog datzelfde jaar trok hij troepen samen tegen de edelman Willibad, hetgeen de laatste vermelding over hem is in de kroniek van de zogenaamde Fredegar. Tot zijn dood in 658 is verder niets meer over hem bekend. Zijn opvolger in het ambt van hofmeier in Neustrië was Ebroin.

## Familie
Erchinoald was gehuwd met Leutsinde, een verwante van Dagobert I, wiens vader Liuteric hofmeier van Theuderik III was. Met haar had hij twee kinderen. Zijn zoon Leudesius werd in 675 zelf hofmeier, en zijn dochter Emma trouwde met koning Eadbald van Kent.